# Крылов, Константин Сергеевич
Константин Сергеевич Крылов (род. 11 марта 2004, Красноярск) — российский легкоатлет, чемпион России в беге на 100 и 200 метров. Рекордсмен России в беге на 100 метров.

## Биография
Родился в Красноярске. Начал заниматься лёгкой атлетикой в 2015 году в гимназии № 9, где его тренером стала Ольга Прокопик из СШОР «Спутник». Неоднократно побеждал на всероссийских соревнованиях «Шиповка юных». В 2020 году новым тренером легкоатлета стал Сергей Пантелеев.
Учился на математическом факультете Сибирского федерального университета. Является представителем самарской спортивной роты ЦСКА. Имеет звание рядового.
Победитель первенства России 2023 года до 23 лет, где установил юниорский рекорд России (до 20 лет) в беге на 100 метров, который ранее принадлежал Александру Горемыкину (10,30 сек) и держался с 1990 года. Результат Крылова составил 10,15 секунды.
Дебютировал на взрослом чемпионате России в 2023 году в Челябинске, где завоевал серебро, уступив победу Ярославу Ткаличу. На дистанции 200 метров выиграл золото с результатом 20,52.
Первым международным турниром для 20-летнего спортсмена стали Игры БРИКС в Казани, где россиянин завоевал две золотые медали на 200 метрах и командной эстафете 4×100 метров, а также серебро в 100 метрах.
Чемпион России 2024 года в беге на 100 метров (10,31 секунды) и 200 метров (20,79).
В июле 2025 года на молодёжном чемпионате России в Чебоксарах занял первое место в беге на 100 метров с результатом 10,04 сек, побив предыдущий рекорд России (10,10 сек), установленный в 1986 году Николаем Юшмановым и повторённый в 2006 году Андреем Епишиным.